# ハーフリータ
『ハーフリータ』は、かつて松文館が出版していた漫画雑誌である。創刊は1986年（昭和61年）で、1991年まで刊行された。「新感覚コミック」を宣伝文句にしていた。
初期のロリコン系漫画雑誌の一つ。『レモンピープル』と『漫画ホットミルク』（『漫画ブリッコ』の後継誌）が二大ロリコン誌とされた時期のものである。体裁は『レモンピープル』と同じくB5判平綴じ。

## 概要
『レモンピープル』と『漫画ホットミルク』（『漫画ブリッコ』の後継誌）の二大両誌が、漫画としての傾向がやや似ており、書き手にも重複や行き来があったのに対して、この雑誌はそれらとほとんど重複がなく、その点では大いに異彩を放っていた。内容的にはかなりエロは濃いめである。掲載作品群は松文館から単行本化された。基本的には読み切り主体で、連載作品は戯遊群の『映研の越中くん』が例外的にある程度である。
読者参加については『レモンピープル』が同人誌の紹介、『漫画ホットミルク』が読者投稿に力を入れ、それぞれに独自色があったが、その点に関してはこの雑誌は中庸な印象である。ただ、「ハーフリータ解放区」と名付けられた読者欄などでの文章による表現は活気があった。また、ペンフレンド募集コーナーがあったのはこの種の雑誌では珍しい。
編集者は読者欄では「船長（フルネームはマンガー・シラン船長）」と呼ばれた。その手になるらしいイラストはかなり稚拙だった。
表紙イラストは長くいがらしゆうが担当。後に智沢渚優や蘭宮涼に代わった。

## 廃刊に至った理由
後半期の常連作家陣の1人であるひんでんブルグが後に記したところによれば、廃刊は1989年に発覚した東京・埼玉連続幼女誘拐殺人事件の影響を受けて、当時の日本社会に吹き荒れていた児童ポルノ規制が直接の原因という。
また、廃刊は急遽決定したらしく、ひんでんブルグは『ハーフリータ』用に下書きまで終わっていた原稿を、急遽大幅に手直ししたという作品を『ポプリクラブ』（大洋図書（当時））で発表している。

## 主な執筆漫画家
- 青空みどり
- 浅葱いるか
- 明田きよたか
- ありのひろし
- いがらしゆう
- いづぶちパー子
- 右京夜叉丸
- うつみや聡
- 大野哲也
- 大槻りお
- 河合実保
- 上総志摩
- 川野トモミ
- 戯遊群
- 小本田絵舞
- 篠原尚秀
- 島崎れむ
- 智沢渚優
- 時積恵美之
- DONKEY
- 永友秀美
- 長峰有紀
- 番外地貢
- ひんでんブルグ
- ぷろとんざうるす
- 細野卓
- 真倉まいな
- まいなぁぼぉい
- 眉崎深宇
- みずきひとし
- 三月うさぎ
- 森永水基
- らぷらす
- 蘭宮涼